# Martin-Luther-Kirche (Edemissen)

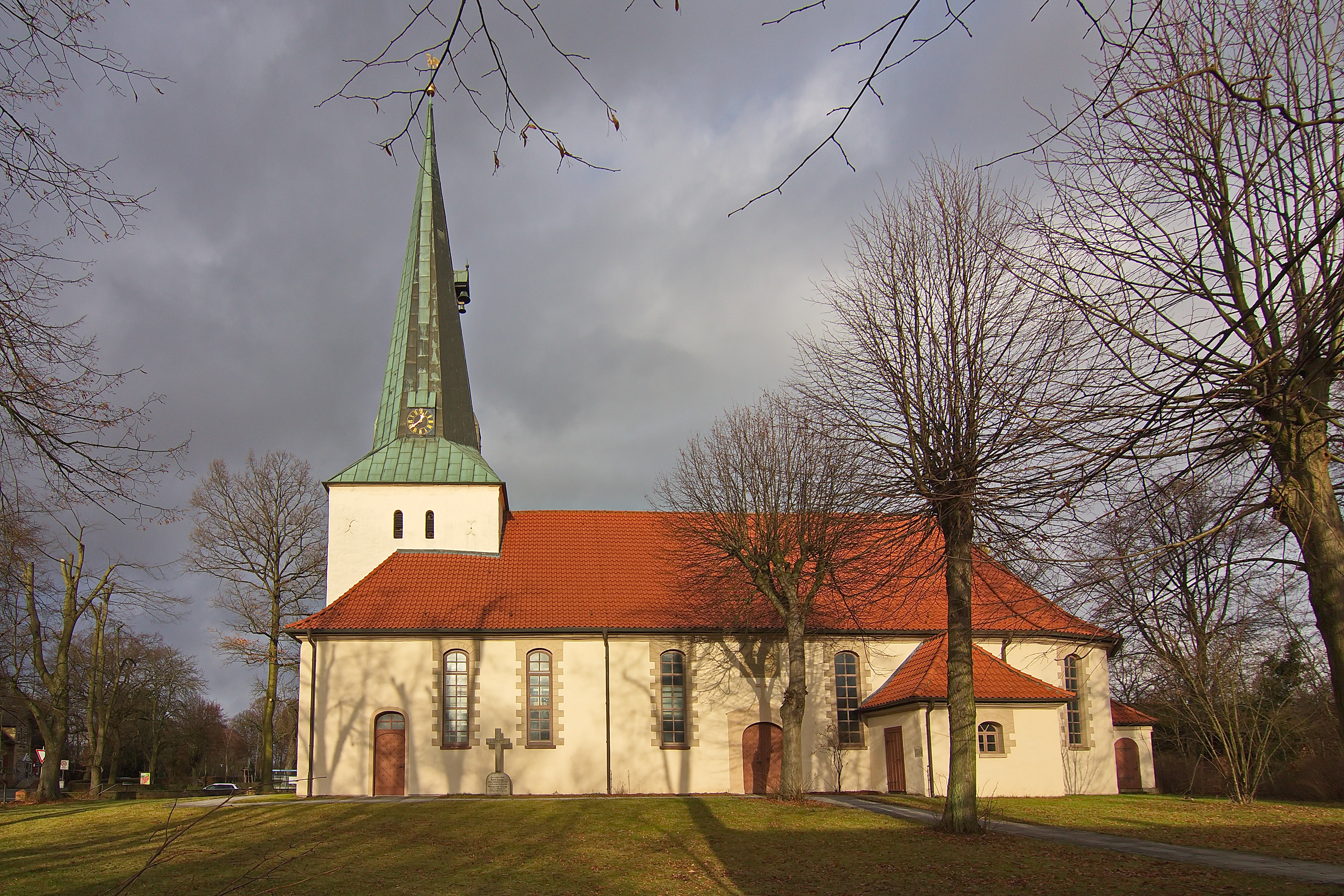
Martin-Luther-Kirche

Die evangelisch-lutherische, denkmalgeschützte Martin-Luther-Kirche steht in Edemissen, einer Gemeinde im Landkreis Peine in Niedersachsen. Die Kirchengemeinde gehört zum Kirchenkreis Peine im Sprengel Hildesheim-Göttingen der Evangelisch-lutherischen Landeskirche Hannovers.

## Beschreibung
Die barocke Saalkirche mit fünfseitigem Abschluss im Osten und der quadratische Anbau für die kleine Sakristei im Süden wurden laut Inschriften über den Portalen 1691 vollendet. Der gedrungene querrechteckige Kirchturm im Westen sowie das Langhaus sind im Kern aus dem 12. Jahrhundert. Das oberste Geschoss des Turms hat kleine paarige Bogenfenster als Klangarkaden, hinter denen sich der Glockenstuhl mit zwei Kirchenglocken befindet, die 1922 vom Bochumer Verein gegossen wurden. Der Turm ist mit einem achtseitigen, spitzen Helm bedeckt, der die Turmuhr mit den zwei Schlagglocken beherbergt. Das Langhaus fluchtet mit der Nordseite des Turms, im Süden dagegen springt es weit vor und umschließt den Turm. An der Südwestecke des Turms steht der Anbau des Erbbegräbnisses derer von Bülow von 1691, die früher das Kirchenpatronat hatten. Bei der Renovierung von 1979 bis 1981 wurde es zu einem schlichten Andachtsraum umgestaltet. Die schmalen segmentbogigen Fenster und die rundbogigen Portale des Langhauses wurden Mitte des 19. Jahrhunderts mit Quaderputz eingefasst.
Das Kirchenschiff ist innen mit einem hohen segmentbogigen Tonnengewölbe überspannt, es wurde 2000–02 durch Felix Martin Furtwängler neu ausgemalt. Bei der Restaurierung von 1979 bis 1981 wurde der Innenraum im Westen durch den Einbau von Gemeinderäumen verkürzt. Die Emporen stehen an der West-, Nord- und Ostseite. Die Patronatsloge wurde um 1700 gebaut.
Die Kanzel von 1691 ist mit Knorpelwerk dekoriert, ebenso das zweistöckige Altarretabel von 1692. In dessen Zentrum befindet sich ein Gemälde über die Grablegung Christi. In den Seitenachsen stehen Statuetten der vier Evangelisten, im gesprengten Giebel befindet sich ein Bild über die Auferstehung, bekrönt von einem Kruzifix. Das sechseckige Taufbecken ist vom Ende des 17. Jahrhunderts. Aus der ersten Hälfte des 17. Jahrhunderts stammt ein großes Leinwandbild über die Taufe Jesu. Der flache Orgelprospekt von 1709 ist kleinteilig in gestuft angeordneten Türmen und Flachkästen gegliedert.
Die erste Orgel wurde 1709 von Cuno Josua von Bülow gestiftet. 1754 wurde sie durch Johann Gottlieb Müller instand gesetzt. 1908 erfolgte ein Neubau mit 28 Registern, verteilt auf zwei Manuale und ein Pedal, durch P. Furtwängler & Hammer. Nachdem sie nicht mehr bespielbar war, wurde sie im Zuge der Kirchenrenovierung von 1982 unter Erhalt des Prospekts von 1709 erneuert.